# ألدو بيراردي
الأسقف ألدو بيراردي (مواليد 30 سبتمبر 1963) هو كاهن فرنسي في الكنيسة الرومانية الكاثوليكية، شغل سابقاً منصب النائب العام للرهبنة قبل تعيينه في 28 يناير 2023 نائباً رسولياً لأبرشية شمال شبه الجزيرة العربية، حيث يشرف على الرعايا الكاثوليك في هذه المنطقة التي تضم الكويت والبحرين وقطر والمملكة العربية السعودية، مما يجعله أحد أبرز المسؤولين الكنسيين في منطقة الخليج العربي.

## نشأته
وُلد بيراردي في بلدة لونجفيل ليه ميتز الفرنسية في 30 سبتمبر 1963، حيث التحق بمركز فوييه سيمينير التمهيدي للإكليريكيين في مونتيني ليز متز أثناء دراسته الثانوية بمدرسة جورج دي لا تور في متز بين عامي 1979-1982. تابع دراساته الفلسفية في المعهد الكبير للإكليريكيين في فيلير ليز نانسي خلال الفترة 1982-1984، قبل أن يؤدي خدمته المدنية في مدغشقر (1984-1986) حيث عمل مدرساً للغة الفرنسية وأميناً للمكتبة ومسؤولاً ثقافياً، وهي تجربة أثرت مسيرته وأعدته لخدمته الكنسية اللاحقة.

## سيرته
في عام 1986، انضم بيراردي إلى فترة الاختبار الأولى (الابتداء) لدى رهبنة الآباء الثالوثيين في سيرفوا بفرنسا، وأبرز نذوره الدينية الأولى عام 1987. واصل دراساته اللاهوتية في المعهد الكبير للإكليريكيين بمونتريال بين 1987-1990، قبل أن يُبرز نذوره الدائمة في روما بإيطاليا ديسمبر 1990، ويُرسَم كاهناً في آرس سور موزيل بفرنسا في 20 يوليو 1991. ومن 1990-1992، تخصص في اللاهوت الأخلاقي عبر دراسة الإجازة في الأكاديميا ألفونسيانا بروما، حيث عمل أيضاً في منظمة كاريتاس روما. تولى بعدها إدارة مركز روحي في سيرفوا (1992-1998)، مع مزاولة مهام متعددة كمساعد رعوي، ومرشد روحي وخدم في مستشفى للأمراض النفسية، ومساعد في حركة الكشافة والحركة الكاثوليكية، مما أهّله لخبرات متنوعة في الخدمة الكنسية والمجتمعية.
قاد بيراردي مركز القديسة باخيتا لرعاية اللاجئين السودانيين في القاهرة بين 2000-2006، ثم خدم في كنيسة القلب المقدس بالمنامه (البحرين) خلال 2007-2010، بينما شغل منصب المستشار الإقليمي لرهبنته 2009-2012. عاد إلى النيابة الرسولية لشمال الجزيرة العربية 2011-2019 ككاهن رعية ونائب أسقفي، قبل أن يتولى مهام النائب العام للرهبنة والرئيس السري للتكوين والممثل القانوني للمقر العام 2019-2023.

## مناصبه
في 28 يناير 2023، عيّنه البابا فرنسيس نائباً رسولياً جديداً لشمال الجزيرة العربية خلفاً للأسقف كاميلو بالين الذي توفي في 12 أبريل 2020، ليواصل مسيرة خدمته الرعوية في هذه المنطقة الحيوية. وفي 18 مارس 2023، تمت رسامة بيراردي أسقفاً في كاتدرائية سيدة العرب بالبحرين، حيث ترأس القداس الكاردينال ميغيل أيوسو، رئيس المجلس البابوي للحوار بين الأديان، بحضور عدد من الأساقفة والكهنة وممثلي الطوائف الدينية، في احتفال تاريخي يؤكد دور الكنيسة الكاثوليكية في تعزيز التعايش الديني بالمنطقة.